# Kammarjunkaren
Kammarjunkaren (literalment "el xambel·là") és una pel·lícula muda sueca de John Ekman estrenada el 1914 amb guió de Mauritz Stiller.

## Sinopsi
En una finca rural, es desenvolupa un idil·li entre la filla del propietari i un estudiant. Però el pare de la noia té una visió obscura d'aquesta relació i prefereix casar-la amb un xambel·là de la Cort molt més gran, que li ha proposat matrimoni. Aleshores, la jove decideix disfressar-se de criada i aconsegueix posar el camarlenc en una situació comprometedora. Per tant, ja no es poden casar i els dos enamorats es retroben.

## Repartimentn
- Clara Pontoppidan: la filla del propietari,
- Carlo Wieth: l'estudiant
- Justus Hagman: el jagdmästare, propietari
- William Larsson: el xambel·là (kammarjunkare)
- Stina Berg: la institutriu
- Ragnhild Ovenberg Lyche: una minyona
- Jenny Tschernichin-Larsson: una minyona[2]

## Producció
La pel·lícula es va estrenar el 14 d'abril de 1914 al cinema Röda Kvarn d'Estocolm. La pel·lícula va ser rodada a l'estudi Svenska Biografteatern a Lidingö amb exteriors dels voltants d'Estocolm per Julius Jaenzon.